# Cantonul Longué-Jumelles
Cantonul Longué-Jumelles este un canton din arondismentul Saumur, departamentul Maine-et-Loire, regiunea Pays de la Loire, Franța.

## Comune
- Blou
- Courléon
- La Lande-Chasles
- Longué-Jumelles (reședință)
- Mouliherne
- Saint-Philbert-du-Peuple
- Vernantes
- Vernoil-le-Fourrier